# Championnats du monde de course en montagne longue distance 2016
Navigation
2015 2017
Les Championnats du monde de course en montagne longue distance 2016 sont une compétition de course en montagne qui s'est déroulée le 18 juin 2016 à Podbrdo en Slovénie. C'est le Gorski Maraton qui accueille les championnats. Il s'agit de la treizième édition de l'épreuve.

## Résultats
Chez les hommes, l'Italien Alessandro Rambaldini boucle les 42,2 km du parcours en 3 h 44 min 52 s, terminant à 20 secondes devant son compatriote Marco De Gasperi. Le double champion et coureur local Mitja Kosovelj complète le podium. Grâce à leur doublé, l'Italie s'impose au classement par équipes devant la Grande-Bretagne. Les coéquipiers de Mitja Kosovelj étant classés 19e et 24e, la Slovénie prend la médaille de chocolat derrière l'Allemagne qui complète le podium.
Chez les femmes, c'est la Britannique Annie Conway qui s'impose en prenant les devants à trois kilomètres de l'arrivée sur la championne 2013 Antonella Confortola. Le podium est complété par l'athlète locale Lucija Krkoč. L'Italie s'impose au classement par équipes devant la Slovénie et le Royaume-Uni.

### Individuel
| Rang               | Athlète               | Pays        | Temps           |
| ------------------ | --------------------- | ----------- | --------------- |
| Médaille d'or      | Alessandro Rambaldini | Italie      | 3 h 44 min 52 s |
| Médaille d'argent  | Marco De Gasperi      | Italie      | 3 h 46 min 12 s |
| Médaille de bronze | Mitja Kosovelj        | Slovénie    | 3 h 46 min 33 s |
| 4                  | Tom Owens             | Royaume-Uni | 3 h 49 min 34 s |
| 5                  | Benedikt Hoffmann     | Allemagne   | 3 h 50 min 42 s |
| 6                  | Ricky Lightfoot       | Royaume-Uni | 3 h 53 min 30 s |
| 7                  | Marcin Świerc         | Pologne     | 3 h 53 min 32 s |
| 8                  | Lukas Naegele         | Allemagne   | 3 h 53 min 48 s |
| 9                  | Andrew Davies         | Royaume-Uni | 3 h 54 min 39 s |
| 10                 | Milan Janata          | Tchéquie    | 3 h 54 min 43 s |

| Rang               | Athlète              | Pays           | Temps           |
| ------------------ | -------------------- | -------------- | --------------- |
| Médaille d'or      | Annie Conway         | Royaume-Uni    | 4 h 29 min 1 s  |
| Médaille d'argent  | Antonella Confortola | Italie         | 4 h 29 min 58 s |
| Médaille de bronze | Lucija Krkoč         | Slovénie       | 4 h 30 min 43 s |
| 4                  | Francesca Iachemet   | Italie         | 4 h 37 min 37 s |
| 5                  | Nicolette Griffioen  | Afrique du Sud | 4 h 39 min 16 s |
| 6                  | Karin Freitag        | Autriche       | 4 h 39 min 54 s |
| 7                  | Katharina Zipser     | Autriche       | 4 h 40 min 9 s  |
| 8                  | Megan Kimmel         | États-Unis     | 4 h 40 min 28 s |
| 9                  | Debora Cardone       | Italie         | 4 h 40 min 43 s |
| 10                 | Jana Bratina         | Slovénie       | 4 h 40 min 47 s |

### Équipes
| Rang               | Pays                                                      | Points           |
| ------------------ | --------------------------------------------------------- | ---------------- |
| Médaille d'or      | Italie Alessandro Rambaldini Marco De Gasperi Fabio Ruga  | 11 h 32 min 19 s |
| Médaille d'argent  | Royaume-Uni Tom Owens Ricky Lightfoot Andrew Davies       | 11 h 37 min 43 s |
| Médaille de bronze | Allemagne Benedikt Hoffmann Lukas Naegele Thomas Kühlmann | 11 h 56 min 57 s |

| Rang               | Pays                                                          | Points           |
| ------------------ | ------------------------------------------------------------- | ---------------- |
| Médaille d'or      | Italie Antonella Confortola Francesca Iachemet Debora Cardone | 13 h 48 min 18 s |
| Médaille d'argent  | Slovénie Lucija Krkoč Jana Bratina Ajda Radinja               | 13 h 59 min 51 s |
| Médaille de bronze | Royaume-Uni Annie Conway Victoria Wilkinson Helen Berry       | 14 h 4 min 2 s   |